# 프랜시스 (가수)
프랜시스(Frances, 1993년 6월 27일 ~ )는 잉글랜드의 싱어송라이터이다.